# Amar (pel·lícula)
Amar, estilitzada com a «AMAR», és una pel·lícula espanyola de gènere dramàtic i romàntic dirigida per Esteban Crespo i estrenada en el XX Festival de Màlaga al març de 2017 i als cinemes espanyols el 21 d'abril de 2017. Amar és el primer llargmetratge dirigit per Crespo, qui prèviament va dirigir reeixits curtmetratges, inclòs Aquel no era yo, que va ser nominat a l'Oscar al millor curtmetratge en 2013.
És protagonitzada per María Pedraza i Pol Monen, amb la participació de Natalia Tena, Gustavo Salmerón, Nacho Fresneda i Greta Fernández. Pol Monen va ser nominat com a Millor actor revelació pel seu paper de Carlos en la 32a edició dels Premis Goya i a les Medalles del Cercle d'Escriptors Cinematogràfics.

## Sinopsi
En una entrevista, Crespo va explicar que Amar és «una pel·lícula de sentiments exaltats en la qual centrem la mirada de l'espectador en els dos personatges protagonistes (Carlos i Laura), reflectint un món de contradiccions tan pròpies de la joventut».
Crespo va contar que la seva intenció era «fer una pel·lícula sobre el primer amor. Aquest amor boig, captivador, salvatgement imperfecte, que té la seva part descontrolada que no saps manejar, i al qual et lliures absolutament i que no es repeteix. El meu objectiu era que l'espectador recordi aquestes sensacions que ha tingut. És una pel·lícula sobre el passo a la maduresa i també generacional, parla sobre com tens sempre que enfrontar-te als teus pares per a poder créixer».

## Repartiment
- María Pedraza com Laura
- Pol Monen com Carlos
- Greta Fernández com Lola
- Natalia Tena com Merche, mare de Laura
- Nacho Fresneda com el pare de Laura
- Maria Caballero com Marta
- Jorge Silvestre com el Moro
- Paz Muñoz com Susana
- Gustavo Salmerón com Pablo
- Jorge Motos com Germà de Carlos

Amb la col·laboració especial de
- Antonio Valero com pare de Carlos
- Sonia Almarcha com Carmen

## Producció, estrena i distribució
El llargmetratge està basat en dos curtmetratges prèviament dirigits per Crespo: Siempre quise trabajar en una fábrica y Amar. Crespo havia escrit el guió en el 2002, amb el qual van sorgir els curtmetratges, però el va reescriure en el 2016. El guió va venir de gust a la productora Avalon P.C., a la qual s'unirien Amar AIE, FILMEU, TVE i la companyia de vídeo a la carta Netflix per la producció del llargmetratge.
Es va estrenar al Festival de Màlaga el 18 de març de 2017 i als cinemes espanyols el 21 d'abril.
Amar forma part del catàleg internacional de Netflix. Amazing D.C. i The Klockworx distribueixen la pel·lícula al Japó, en DVD.